# Studiobühne Siegburg

Logo

Die Studiobühne Siegburg ist ein Privattheater im nordrhein-westfälischen Siegburg. Das im Zentrum der Kreisstadt Siegburg liegende Ensemble-Theater besteht seit 1998 und ist zugleich die Lehrbühne der am gleichen Standort betriebenen privaten Schauspielschule, der früheren Theaterfachschule Bongort von Roy und seit 2004 bis heute der Schauspielschule Siegburg. Zur Studiobühne Siegburg gehört das Kinder- und Jugendtheater Theater Tollhaus.

## Lage

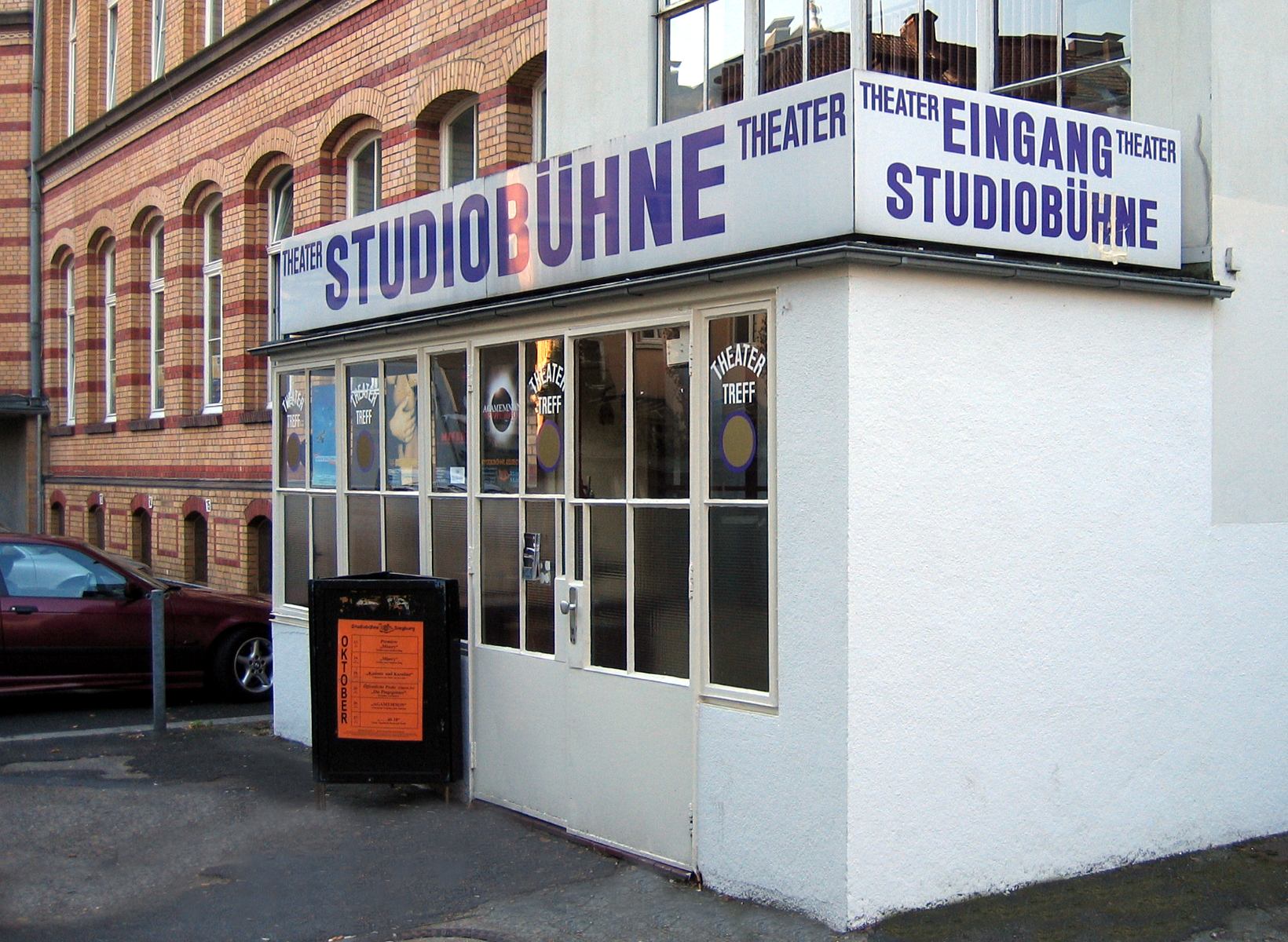
Studiobühne, Eingang (2007)

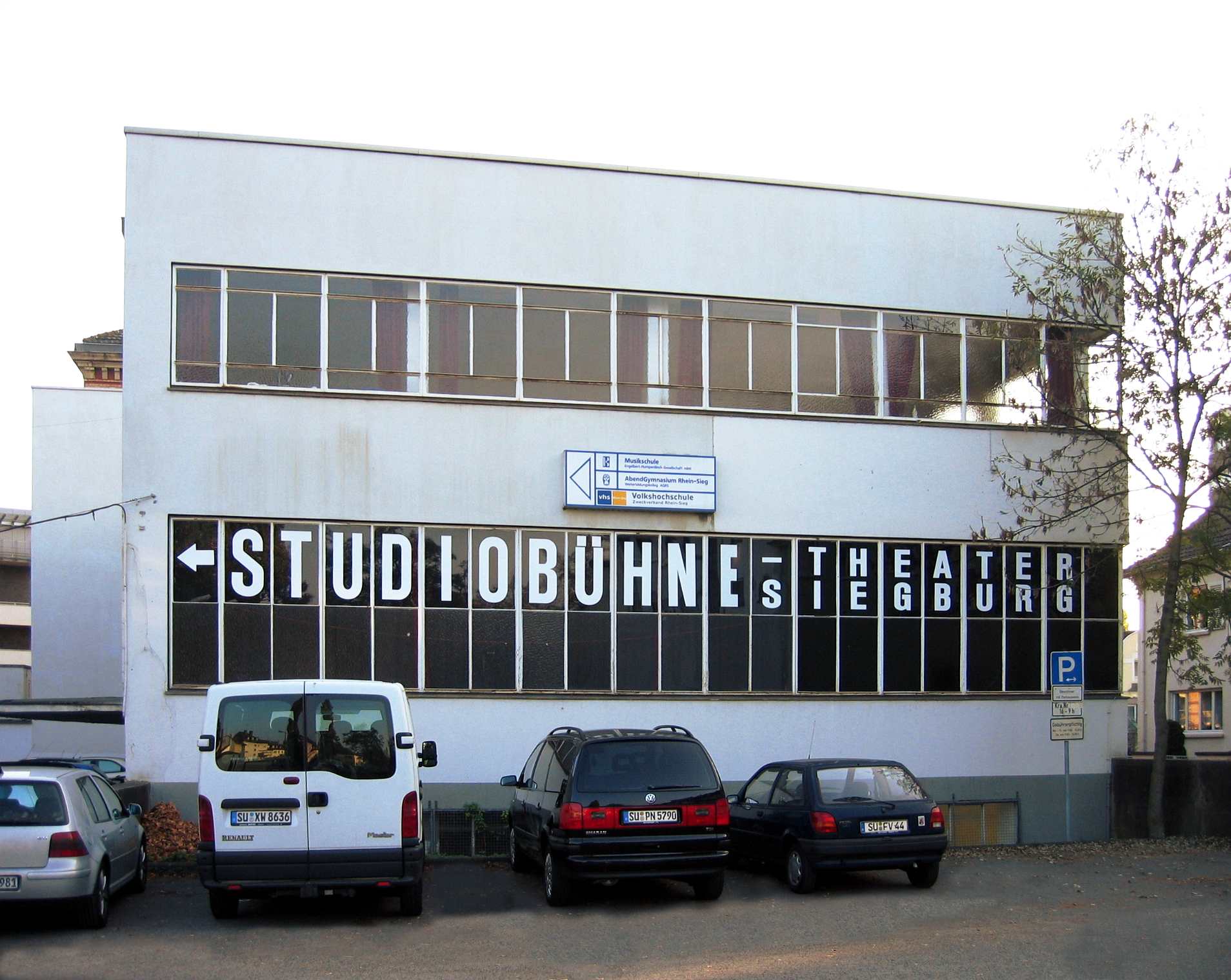
Studiobühne, Seitenansicht (2007)

Die Studiobühne Siegburg mit dem Theater Tollhaus befindet sich zusammen mit der Schauspielschule Siegburg in der Innenstadt von Siegburg in der Humperdinckstraße. Die drei Institutionen befinden sich im Gebäudekomplex der Volkshochschule des Zweckverbands Rhein-Sieg (Haus Nr. 27), in dem unter anderem auch die Musikschule der Engelbert-Humperdinck-Gesellschaft und das Abendgymnasium Rhein-Sieg ihren Standort haben. Das Gebäude ist ein Anbau zum ehemaligen Königlichen Lehrerseminar Siegburg, dessen Bau im Jahr 1931 begonnen wurde und der als Teil des Gymnasiums insbesondere für die naturwissenschaftlichen Fächer genutzt wurde.

## Geschichte
Die Siegburger Studiobühne entstand im Januar 1998, als Wolf Bongôrt von Roy (eigentlich Wolf Bongort-von Roy; 1942–2006) seine ursprünglich 1987 im nordrhein-westfälischen Bergisch Gladbach gegründete Theaterfachschule Bongort von Roy (teils auch Schreibweise Theaterfachschule Bongôrt von Roy) nach Siegburg umsiedelte. Die Studiobühne wurde in Form eines privaten Theaters geführt und diente von Anfang an als Ausbildungsbühne für die Schauspielschüler der von Bongort-von Roy betriebenen privaten Theaterfachschule, die als sogenannte Ergänzungsschule staatlich anerkannt war.
Als erstes Stück wurde 1998 Brechts Puntila und sein Knecht Matti aufgeführt.
2004 zog Bongôrt von Roy zusammen mit einem Teil der Pädagogen seiner Theaterfachschule nach Leipzig, um dort – an dem von ihm 2001/2003 gegründeten Off-Theater, der Theater-Fabrik-Sachsen – eine neue Schauspielschule, die Theaterfachschule Bongôrt-v. Roy ins Leben zu rufen. Daraufhin übernahm sein früherer Schüler, der Schauspieler und Regisseur René Böttcher im November 2004 sowohl die Schauspielschule als auch die Studiobühne, die er als jeweils neu gegründete Schauspielschule Siegburg und Studiobühne Siegburg fortführte. Gleichzeitig gründete Böttcher das Kinder- und Jugendtheater Theater Tollhaus. Die Studiobühne Siegburg erfuhr ebenfalls eine staatliche Anerkennung als Berufsfachschule für darstellende Bühnenkunst und bildet regelmäßig Schauspieler aus.
Die Studiobühne Siegburg bietet je nach Inszenierung bis zu 80 Zuschauern Platz. Das Theater wird von Profis und Schauspielschülern der Schauspielschule Siegburg bespielt und verfügt somit über ein eigenes festes Ensemble. Die künstlerische Leitung der Studiobühne obliegt René Böttcher.
Träger der drei Institutionen – Schauspielschule Siegburg, Studiobühne Siegburg und Theater Tollhaus – ist der eingetragene Verein Theaterschatz e. V. dessen Vorstand Böttcher ebenfalls innehat. Der Trägerverein ist als gemeinnützig anerkannt und hat seinen Sitz in Siegburg.

## Aktuell
In der Spielzeit 2010/2011 besuchten knapp 2500 Zuschauer die 87 Aufführungen. Die Produktionen wurden unter anderem durch den Förderverein der Studiobühne Siegburg, die RheinEnergieStiftung Kultur, die Kreissparkassenstiftung „Für uns Pänz“ und durch den Verkauf von Eintrittskarten finanziert.

## „Theater Tollhaus“ Kinder- und Jugendtheater der Studiobühne

Logo des Theaters Tollhaus

Die Studiobühne Siegburg bietet Kindern und Jugendlichen wöchentliche Theaterkurse. Diese werden von Schauspielern und Theaterpädagogen geleitet.
Der Träger des „Theater Tollhaus“ ist „Anerkannter Träger der öffentlichen Kinder- und Jugendhilfe“. Im Theater Tollhaus finden jede Woche 7 Kinder- und Jugendtheaterkurse mit mehr als 60 Beteiligten statt. Das „Theater Tollhaus“ bietet der Stadt Siegburg und dem Rhein-Sieg Kreis somit mehr als 500 Stunden Kinder- und Jugendarbeit.